# Ameiva leptophrys
Ameiva leptophrys är en ödleart som beskrevs av  Cope 1893. Ameiva leptophrys ingår i släktet Ameiva och familjen tejuödlor. Inga underarter finns listade i Catalogue of Life.

## Bildgalleri

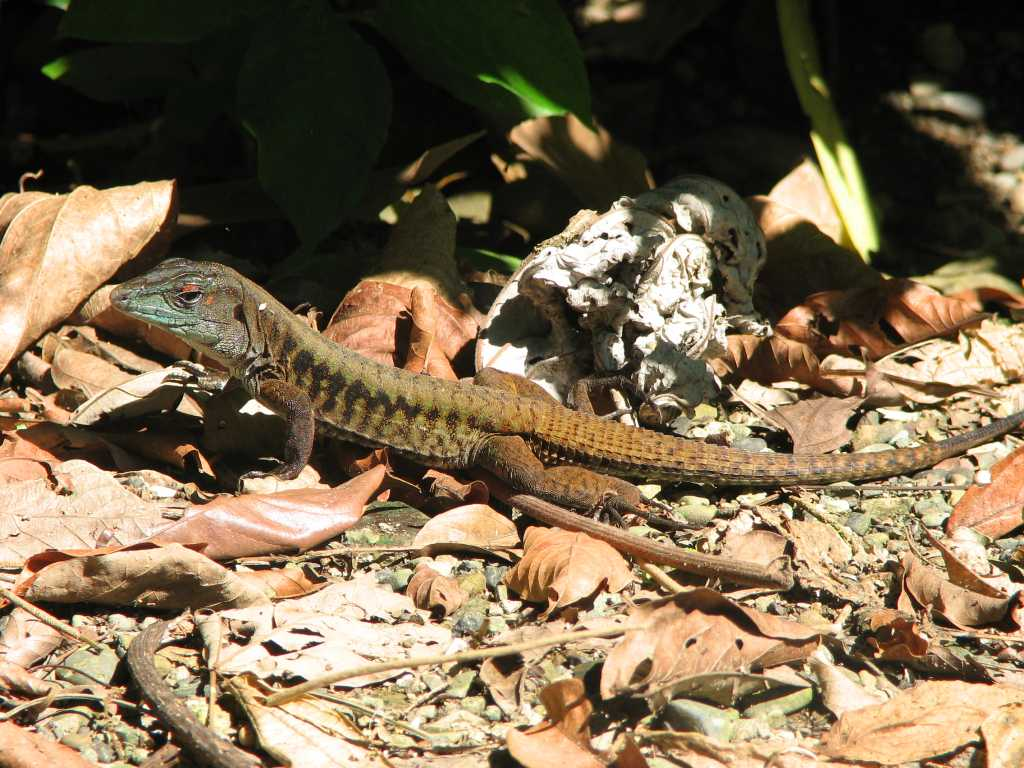
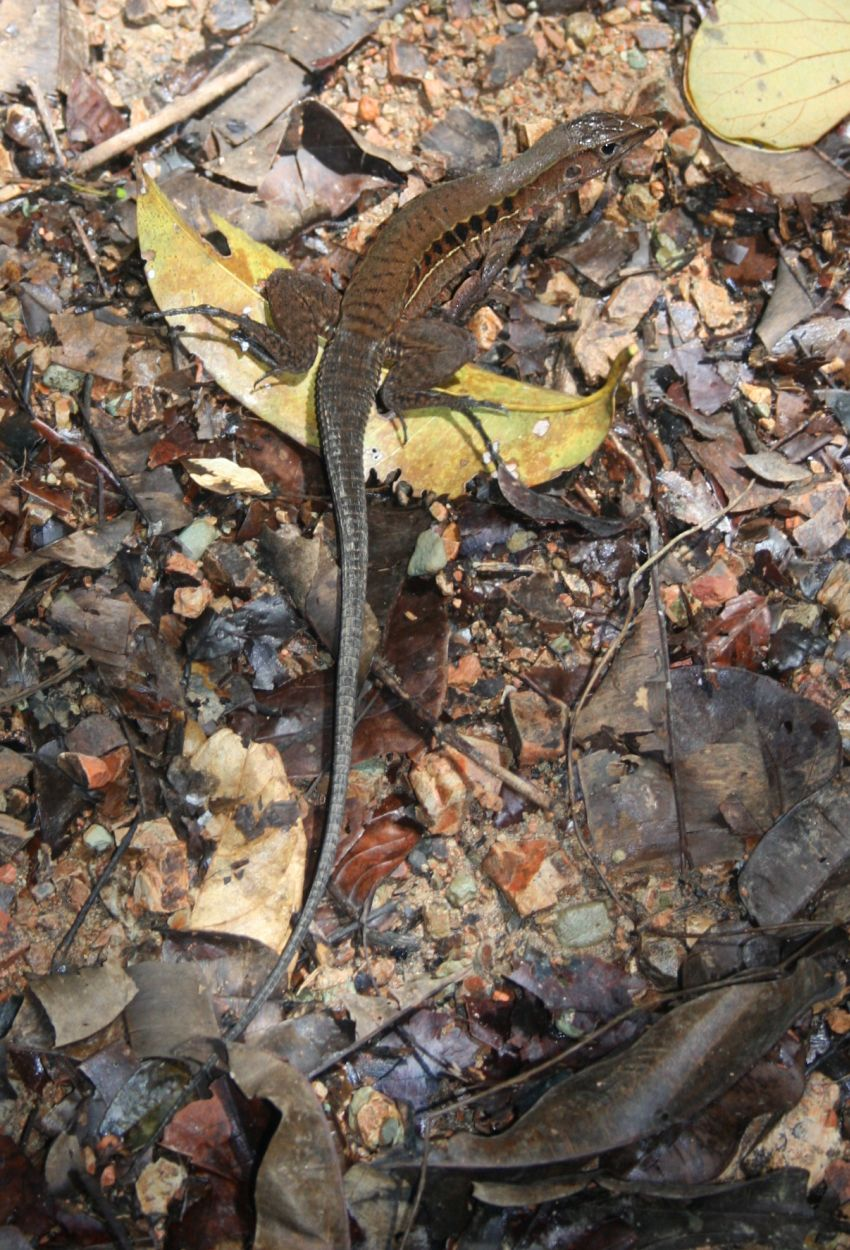
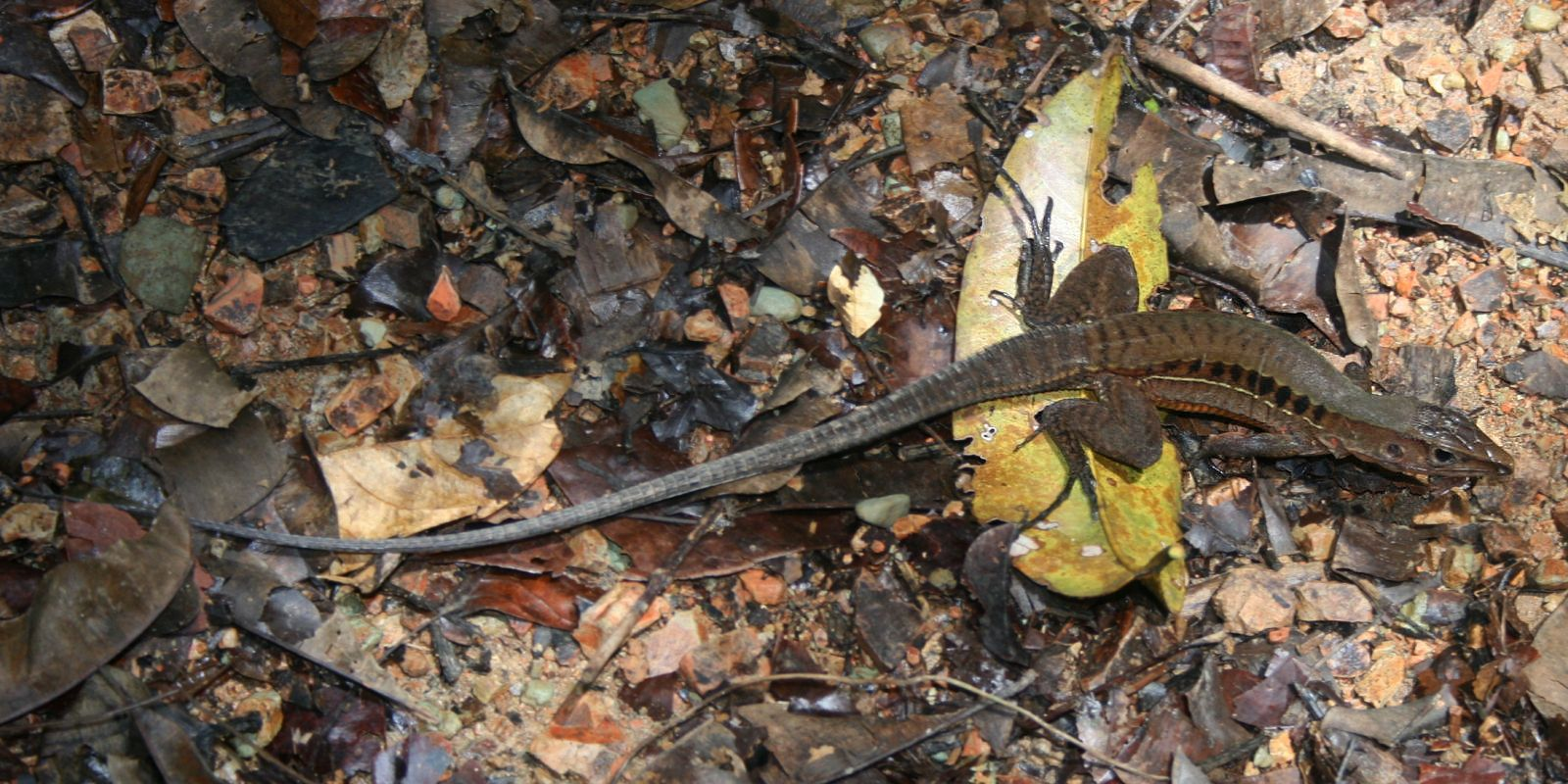
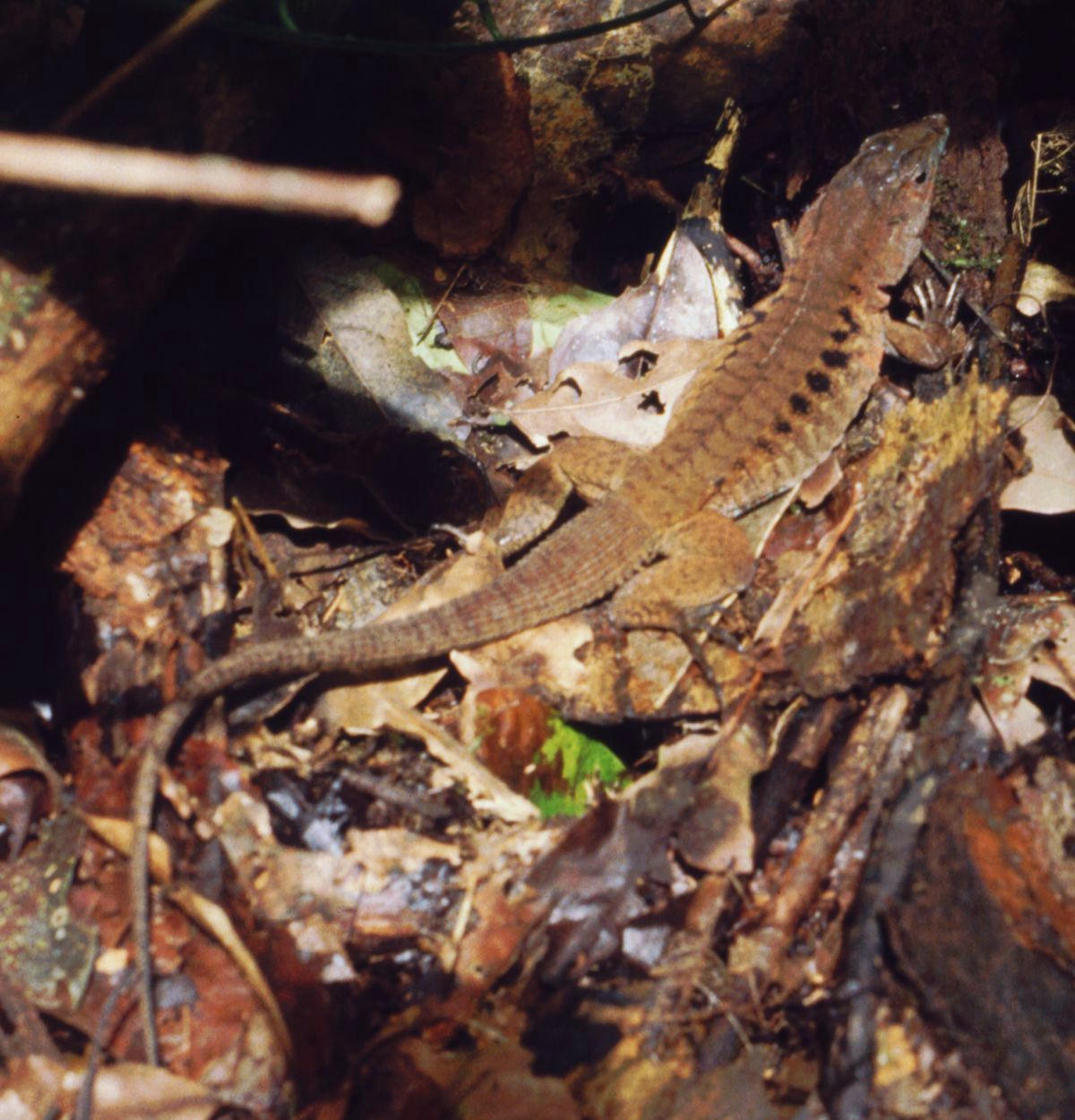